# 名古屋大学の人物一覧
名古屋大学の人物一覧（なごやだいがくのじんぶついちらん）は、名古屋大学に関係する人物の一覧記事。

## 教員

### 数学
- 森重文 - 代数幾何学、京都大学数理解析研究所教授、学士院賞、文化功労者、フィールズ賞、名古屋大学特別教授
- 大沢健夫 - 多変数関数論、日本数学会幾何学賞
- 宇澤達 - 表現論
- 藤原一宏 - 数論幾何学

### 物理学
- 早川幸男 - 宇宙物理学、素粒子物理学、第9代名古屋大学総長
- 飯嶋徹 - 素粒子物理学、B中間子の物理
- 曽我部正博 - 生物物理学、名古屋大学名誉教授、元日本生物物理学会会長、元日本比較生理生化学会会長
- 千代勝実 - 素粒子物理学、ドリフトチェンバーの開発研究
- 冨松彰 - 宇宙物理学、トミマツ・サトウ解の発見
- 福井康雄 - 電波天文学、分子雲コアを世界で初めて観測、紫綬褒章
- 杉山直 (天文学者) - 宇宙論、宇宙背景放射研究、林忠四郎賞、数物連携宇宙研究機構主任研究員
- 小澤正直 - 数理物理学、「小澤の不等式」

### 化学
- 外山修之 - 応用化学、恩賜賞 (日本学士院)、日本学士院会員、名古屋大学名誉教授
- 野依良治 - 有機化学、ノーベル化学賞、理化学研究所理事長、名古屋大学特別教授
- 渡辺芳人 - 無機化学、分子科学研究所長、元名古屋大学理事・副総長

### 生物
- 大沢文夫 - 生物物理学、中日文化賞、朝日賞、紫綬褒章、勲二等瑞宝章、日本学士院会員、名古屋大学・大阪大学名誉教授、生物運動の分子機構の生物物理学
- 三浦謹一郎 - 分子生物学、RNAキャップ構造の発見、学士院会員、元学習院大学教授、元放送大学講師、国立遺伝学研究所名誉教授、東京大学名誉教授
- 下村脩 - 有機化学・海洋生物学を専門とする生物学者、緑色蛍光タンパク質の研究業績により2008年ノーベル化学賞受賞、2008年文化功労者、2008年文化勲章

### 農学
- 増井清 - 獣医学、元農学部長、ヒヨコの鑑別法の考案者
- 山本進一 - 農学、元名古屋大学副総長

### 地学
- 糸魚川淳二 - 地質学、名古屋大学名誉教授
- 榎並正樹 - 地質学
- 海津正倫 - 自然地理学、名古屋大学名誉教授

### 工学
- 荒井政大 - 宇宙航空工学
- 新井史人 - ロボット工学
- 松尾稔 - 土木工学、第11代名古屋大学総長
- 菅井秀郎 - 工学者
- 石原一彰 - 有機合成化学

### 医学
- 岡田博 - 予防医学講座第2代教授、名古屋大学名誉教授
- 勝沼精蔵 - 血液学、神経病学、第3代名古屋大学総長
- 御手洗玄洋 - 宇宙医学、視覚生理学、名古屋大学名誉教授

### 情報科学
- 高田広章 - 情報システム学、TOPPERSプロジェクト会長
- 横井茂樹 - 情報文化学部メディア社会系教授

### 法学
- 松坂佐一 - 民法、第4代名古屋大学総長
- 長谷川正安 - 憲法、名古屋大学名誉教授
- 室井力 - 行政法、名古屋大学名誉教授
- 池田雅則 - 民法
- 森嶌昭夫 - 民法、名古屋大学名誉教授、元上智大学教授
- 加藤雅信 - 民法、名古屋大学名誉教授、元上智大学教授
- 加賀山茂 - 民法、名古屋大学名誉教授、元大阪大学教授
- 平出慶道 - 商法、名古屋大学名誉教授、元西村あさひ法律事務所顧問
- 田邊光政 - 商法、名古屋大学名誉教授
- 大塚仁 - 刑法、名古屋大学名誉教授
- 平川宗信 - 刑法、名古屋大学名誉教授
- 古川伸彦 - 刑法
- 松浦馨 - 民事訴訟法、名古屋大学名誉教授
- 河野正憲 - 民事訴訟法、名古屋大学名誉教授、元日本学術会議会員、元法務省司法試験考査委員
- 渡部美由紀 - 民事訴訟法、名古屋大学副総長、元法務省司法試験考査委員
- 高村ゆかり - 国際法
- 岩﨑一生 - 国際私法、名古屋大学名誉教授
- 山田鐐一 - 国際私法、名古屋大学名誉教授
- 戒能通厚 - 英米法、名古屋大学名誉教授、早稲田大学名誉教授
- 稲子恒夫 - ソビエト法、名古屋大学名誉教授
- 松浦好治 - 法哲学、名古屋大学名誉教授、元大阪大学教授
- 大久保泰甫 - 西洋法制史、名古屋大学名誉教授

### 政治
- 浅川晃広 - オーストラリア政治社会論
- 信夫清三郎 - 政治学、名古屋大学名誉教授
- 田口富久治 - 政治学、名古屋大学名誉教授
- 福田茂夫 - 国際政治学、名古屋大学名誉教授
- 増田知子 - 日本政治史
- 佐々木雄太 - イギリス政治外交史、名古屋大学名誉教授

### 経済学
- 家森信善 - 金融論
- 齊藤誠 - 経済学
- 酒井正三郎 - 経済学、名古屋大学名誉教授、初代経済学部長
- 塩野谷九十九 - ケインズ経済学、名古屋大学名誉教授
- 長尾伸一 - 経済史
- 鍋島直樹 - 経済思想史
- 野田真里 - 国際開発学・持続可能な開発、大学院国際開発研究科助手、茨城大学教授
- 平川均 - 経済学、名古屋大学名誉教授
- 藤井隆 - 経済学、名古屋大学名誉教授
- 皆川正 - 産業組織論、名古屋大学名誉教授

### ビジネス
- 末松玄六 - 経営学、名古屋大学名誉教授
- 滝沢菊太郎 - 経営学、名古屋大学名誉教授
- 細井卓 - 経営学、名古屋大学名誉教授
- 友杉芳正 - 会計学、名古屋大学名誉教授
- 佐藤倫正 - 会計学、名古屋大学名誉教授
- 角ヶ谷典幸 - 会計学
- 野口晃弘 - 会計学

### 歴史
- 水田洋 - 社会思想史、名古屋大学特別教授、日本学士院会員
- 佐藤彰一 - 西洋中世史、名古屋大学名誉教授、日本学士院会員
- 中木康夫 - 西洋史、名古屋大学名誉教授
- 長谷川博隆 - ローマ史、名古屋大学名誉教授
- 木谷勤 - ドイツ史、名古屋大学名誉教授
- 熊野聰 - 中世北欧史、名古屋大学名誉教授
- 池内敏 - 日本近世史、近世日韓関係史
- 三鬼清一郎 - 日本近世史、名古屋大学名誉教授
- 春日豊 - 日本近現代史、名古屋大学名誉教授
- 宇都宮清吉 - 東洋史、名古屋大学名誉教授
- 藤瀬浩司 - 経済史、名古屋大学名誉教授
- 福田眞人 - 医学史、比較文化、名古屋大学名誉教授、名古屋外国語大学大学院国際コミュニケーション研究科長・教授

### その他
- 氏家達夫 - 教育心理学、名古屋大学名誉教授
- 戸田山和久 - 科学哲学
- 藤野渉 - 哲学、名古屋大学名誉教授
- 山田弘明 - 哲学、名古屋大学名誉教授
- 田浦武雄 - 教育哲学、名古屋大学名誉教授
- 神沢栄三 - フランス文学、名古屋大学名誉教授
- 白井成雄 - フランス文学、名古屋大学名誉教授
- 加藤国安 - 漢文学、名古屋大学名誉教授
- 今鷹真 - 中国文学、名古屋大学名誉教授
- 飯田祐子 - 日本近現代文学
- 日比嘉高 - 日本近代文学
- 国原吉之助 - 西洋古典、名古屋大学名誉教授
- 藤村逸子 - 言語学
- 荒木一雄 - 英語学者、名古屋大学名誉教授
- 阿部泰郎 - 民俗学、名古屋大学名誉教授
- 和崎春日 - 文化人類学、名古屋大学名誉教授
- 渡辺誠 - 考古学、名古屋大学名誉教授
- 石原潤 - 人文地理学、名古屋大学名誉教授
- 宮坂宥勝 - 仏教学、名古屋大学名誉教授
- 安彦忠彦 - 教育学、名古屋大学名誉教授
- 本山政雄 - 教育学、名古屋大学名誉教授、元名古屋市長
- 小川利夫 - 教育学、名古屋大学名誉教授
- 小嶋秀夫 - 教育心理学、名古屋大学名誉教授
- 長田雅喜 - 社会心理学、名古屋大学名誉教授
- 宮村実晴 - 体育学、名古屋大学名誉教授

## 著名な出身者

### 研究者

#### 数学
- 倉西正武 - 複素幾何学、複素解析学、偏微分方程式、コロンビア大学教授
- 三町勝久 - 複素積分、表現論、東京工業大学教授
- 久保田富雄 - p進L関数、名大名誉教授
- 飛田武幸 - 確率論、関数解析、名大名誉教授
- 伊藤清三 - 関数解析学、東京大学名誉教授、元日本数学会理事長
- 伊藤由佳理 - 代数幾何学、東京大学教授、日本学術会議会員、日本数学会賞建部賢弘特別賞
- 薄葉季路 - 公理的集合論、早稲田大学教授、日本数学会賞、建部賢弘賞
- 梅村浩 - 代数幾何学、名大名誉教授、日本数学会代数学賞
- 高木剛 - 暗号理論、東京大学教授、日本学術振興会賞
- 永田雅宜 - ヒルベルト第14問題の解決、元学術会議会員、京都大学名誉教授
- 早川毅 - 統計学、一橋大学名誉教授、元日本統計学会理事長、日本統計学会賞
- 日比孝之 - 代数学、大阪大学教授

#### 情報科学
- 村瀬洋 - パラメトリック固有空間法開発、名古屋大学教授
- 岩田彰 - ニューラルコンピューティング、名古屋工業大学副学長
- 奥村晴彦 - 三重大学教授、LHA（データ圧縮アルゴリズム）開発者
- 北川高嗣 - 情報学、筑波大学教授
- 白井良明 - 情報工学、大阪大学名誉教授、元国際パターン認識連盟副会長、元人工知能学会会長
- 末永康仁 - 情報工学、名古屋大学名誉教授、元電子情報通信学会情報・システムソサイエティ会長
- 中井浩 - 情報科学、元常磐大学教授
- 福村晃夫 - 情報工学、名古屋大学名誉教授、元人工知能学会会長

#### 物理学
- 小林誠 - 素粒子物理学、文化功労者、文化勲章、ノーベル物理学賞、学士院賞、仁科記念賞、KEK教授、名古屋大学特別教授
- 益川敏英 - 素粒子物理学、文化功労者、学士院賞、文化勲章、ノーベル物理学賞、仁科記念賞、京大名誉教授、元京都大学基礎物理学研究所所長、名古屋大学特別教授
- 崎田文二 - 素粒子物理学、仁科記念賞、元ニューヨーク市立大学教授
- 朝倉昌 - 生物物理学、名古屋大学名誉教授、元日本生物物理学会会長
- 池上明 - 生物物理学、元慶應義塾大学教授、元日本生物物理学会会長
- 入舩徹男 - 地球物理学、愛媛大学特別栄誉教授、紫綬褒章、フンボルト賞、ブリッジマン賞
- 梅村勲 - 素粒子物理学、京都大学名誉教授
- 大井龍夫 - 生物物理学、京都大学名誉教授、元日本生物物理学会会長
- 角藤亮 - 物理学、近畿大学教授、仁科記念賞
- 高橋康 - 場の量子論、ward-高橋恒等式、素粒子メダル、アルバータ大学名誉教授
- 中井直正 - 電波天文学、仁科記念賞、学士院賞、元国立天文台野辺山宇宙電波観測所長、筑波大学教授
- 亀淵迪 - 場の量子論、素粒子メダル、筑波大学名誉教授
- 藤井保憲 - 重力理論、東京大学名誉教授
- 梅沢博臣 - 場の量子論、元東京大学教授、アルバータ大学名誉教授、Killam Memorial Chair and Professor
- 松本敏雄 - 赤外線天文学、仁科記念賞、赤外線天文衛星「あかり」開発、宇宙航空研究開発機構 (JAXA) 名誉教授
- 奥田治之 - 赤外線天文学、宇宙科学研究所名誉教授、元京大助教授、元群馬県立ぐんま天文台副台長
- 井上允 - 電波天文学、仁科記念賞、国立天文台名誉教授
- 石黒正人 - 電波天文学、国立天文台教授、元国立天文台野辺山宇宙電波観測所長、ALMA計画推進責任者
- 鷺坂修二 - 宇宙線物理学、信州大学名誉教授
- 大島隆義 - 高エネルギー物理学、τレプトンの物理、名古屋大学名誉教授
- 鳥塚賀治 - 物理学、元東北大学教授、紫綬褒章
- 丹生潔 - 素粒子物理学、チャームクォーク発見、仁科記念賞、名古屋大学名誉教授
- 丹羽公雄 - 素粒子物理学、タウニュートリノを発見、仁科記念賞、名古屋大学教授
- 大貫義郎 - 素粒子物理学、素粒子メダル、名大名誉教授
- 小川修三 - 素粒子物理学、仁科記念賞、名大名誉教授、広島大学名誉教授
- 葛西道生 - 生物物理学、大阪大学名誉教授、元日本生物物理学会会長
- 國枝秀世 - X線天文学、名古屋大学教授、JAXA（宇宙航空研究開発機構）客員教授、日本天文学会理事長
- 沢田昭二 - 素粒子物理学、名古屋大学名誉教授
- 高安秀樹 - 統計物理学、東京工業大学特任教授
- 高安美佐子 - 数理物理学、東京工業大学教授
- 御橋廣眞 - 生物物理学、名古屋大学名誉教授。日本福祉大学教授
- 戸本誠 - 素粒子物理学、LHC加速器における新素粒子現象探索、高エネルギー加速器研究機構教授
- 加藤隆子 - プラズマ原子分子分光学、猿橋賞、核融合科学研究所名誉教授
- 中川昌美 - 素粒子物理学、ニュートリノ振動提唱、元名城大学教授
- 宝谷紘一 - 生物物理学、名古屋大学名誉教授、元日本生物物理学会会長
- 湯田利典 - 素粒子物理学、東京大学名誉教授

#### 化学
- 石原一彰 - 有機合成化学、名古屋大学教授
- 石原浩二 - 錯体化学、早稲田大学教授
- 磯部稔 - 天然有機化学、生物発光研究、昆虫休眠研究、紫綬褒章、名古屋大学名誉教授
- 上村大輔 - 天然物化学、日本化学会賞、紫綬褒章、名古屋大学名誉教授、慶應義塾大学教授
- 小國伊太郎 - 農芸化学、静岡県立大学名誉教授
- 大井貴史 - 有機化合、名古屋大学教授
- 神谷信夫 - 生物化学、大阪市立大学教授、朝日賞
- 岸義人 - 有機合成化学、文化功労者、学士院恩賜賞、米国化学会賞、ハーバード大教授、名古屋大学特別教授
- 木村克美 - 構造化学、紫綬褒章、超分解能レーザー光電子分光法の開発と応用、分子科学研究所名誉教授
- 神野清勝 - 分離化学、分析化学、クロマトグラフィー科学会会長、豊橋技術科学大学副学長
- 菅誠治 - 有機化学、岡山大学名誉教授・元副学長
- 長瀬博 - 創薬化学、有機化学、筑波大学国際統合睡眠医科学研究機構教授
- 中西香爾 - 天然有機化学、文化功労者、学士院恩賜賞、文化勲章、コロンビア大教授、名古屋大学特別教授
- 野村浩康 - 物理化学、元名古屋大学副総長、元東京電機大学学長補佐、元ソノケミストリー研究会会長
- 服部忠 - 物理化学、名古屋大学名誉教授、元触媒学会会長
- 福田央 - 生物化学、生命科学、酒類総合研究所理事長
- 福山透 - アルカロイド合成、米国化学会賞、国際複素環化学会賞、紫綬褒章、東京大学教授
- 松下裕秀 - 物理化学、名古屋大学名誉教授・元副総長、元高分子学会副会長
- 山寺秀雄 - 無機化学、学士院賞、名古屋大学名誉教授、大同大学名誉教授
- 横越英彦 - 栄養化学、静岡県立大学教授
- 吉岡崇仁 - 生物地球化学、京都大学名誉教授、元全国大学演習林協議会会長、生物地球化学研究会会長

#### 生物学
- 飯尾隆義 - 生物物理学者、名古屋大学教授
- 江口吾朗 - 発生生物学、基礎生物学研究所名誉教授、元熊本大学学長、元尚絅大学学長、元日本発生生物学会会長
- 遠藤彰 - 動物生態学、元立命館大学教授
- 岡崎令治 - 分子生物学、岡崎フラグメントを発見
- 岡崎恒子 - 分子生物学、文化勲章、ロレアル・ヘレナ・ルビンスタイン賞、紫綬褒章
- 粕谷英一 - 生態学、九州大学准教授、元日本動物行動学会会長
- 黒田裕樹 - 発生生物学、慶應義塾大学教授
- 坂齊 - 生理生態学、東京大学名誉教授、元東京大学附属農場長
- 篠崎一雄 - 生物学、理化学研究所機能開発研究グループグループディレクター、米国科学アカデミー外国人会員、文化功労者、日本学士院賞、紫綬褒章
- 竹市雅俊 - 発生生物学、ガードナー国際賞、文化功労者、学士院会員、京都大学名誉教授、名古屋大学特別教授
- 杉浦昌弘 - 植物分子生物学、葉緑体ゲノム研究、メンデル・メダル、文化功労者、名古屋大学名誉教授、名古屋大学特別教授
- 清水信義 - 分子生物学、ヒトゲノム解読の第一人者、慶應義塾大学医学部教授
- 郷通子 - 生物物理学、お茶の水女子大学学長、長浜バイオ大学特別客員教授、名古屋大学名誉教授
- 杉山達夫 - 植物分子生理学、分子生物学、紫綬褒章、名古屋大学名誉教授
- 鈴木滋彦 - 林産学、静岡大学名誉教授・元副学長、日本木材学会賞
- 樋口隆昌 - 生化学、木質成分リグニンの研究、京都大学名誉教授、紫綬褒章
- 平野博之 - 遺伝学、東京大学名誉教授、木原賞
- 小林裕和 - 植物分子遺伝学、静岡県立大学教授
- 大澤省三 - 分子遺伝学、学士院賞、日本遺伝学会名誉会員、名古屋大学・広島大学名誉教授
- 田中一朗 - 植物生殖学、横浜市立大学名誉教授、元日本植物形態学会会長
- 藤吉好則 - 生物物理学、構造生理学、学士院賞、京都大学教授
- 高倍鉄子 - 農学、植物生理学、耐塩イネ作出、猿橋賞、名古屋大学教授
- 富田英夫 - 遺伝学、100種類以上のめだかの自然発生的突然変異を発見、元名古屋大学教授
- 田口泰子 - 遺伝学、遺伝的に均一な近交系メダカの作出
- 辻和希 - 生態学、琉球大学教授、日本動物行動学会会長
- 徳田元 - 生物学、東京大学名誉教授、元盛岡大学学長
- 中垣俊之 - 生物学、北海道大学教授、イグノーベル賞
- 岩松鷹司 - 発生生物学、日本めだかトラスト協会会長、愛知教育大学名誉教授
- 若松佑子 - 細胞生物学、遺伝学、透明めだかの作出、名古屋大学教授
- 石渡信一 - 生物物理学、早稲田大学教授、元日本生物物理学会会長
- 近藤孝男 - 時間生物学、時計機能を司る遺伝子を発見、文化功労者、紫綬褒章、日本学士院賞、名古屋大学教授
- 杉野幸夫 - 生物学、元京都大学教授、元世界保健機構顧問、元武田薬品工業取締役中央研究所長
- 西村弘行 - 農学、北翔大学学長、北海道東海大学の最後の学長
- 服部勉 - 微生物学、東北大学名誉教授、元日本微生物生態学会会長
- 水野猛 - 分子生物学、大腸菌の研究で、世界で初めてRNAの転写阻害作用を発見、名古屋大学教授

#### 地学
- 大谷栄治 - 地球科学、東北大学名誉教授、元日本鉱物科学会会長、紫綬褒章
- 笠原順三 - 地震学、東京大学名誉教授、元NTTデータCCS技術顧問
- 熊澤峰夫 - 地球科学、全地球史解読プロジェクト代表、元東京大学教授、名古屋大学名誉教授
- 丸山茂徳 - 地球変動論、プルームテクトニクスを提唱、紫綬褒章、東京工業大学教授
- 川上紳一 - 地球科学、縞々学、岐阜大学教授
- 岩崎博之 - 気象学、群馬大学教授
- 坂幸恭 - 地質学、早稲田大学名誉教授、元日本地質学会副会長
- 坂野靖行 - 鉱物学、産業技術総合研究所主任研究員、櫻井賞
- 高木秀雄 - 地質学、早稲田大学教授、元日本地質学会副会長
- 岡村長之助 - 化石研究家、医師、イグノーベル賞受賞
- 原田尚美 - 地球科学、東京大学教授、女性初の南極地域観測隊隊長、元地球環境史学会会長
- 藤井理行 - 氷雪学、元国立極地研究所所長、元南極地域観測隊隊長、元日本雪氷学会会長
- 松浦純生 - 斜面変動学、京都大学名誉教授、日本地すべり学会賞
- 山岡耕春 - 地震学、名古屋大学教授、元東京大学教授、元日本地震学会会長、地震予知連絡会会長

#### 工学
- 天野浩 - 半導体工学、青色発光ダイオード開発、英国ランク賞、ノーベル物理学賞、名古屋大学教授
- 家田正之 - 電気工学、名古屋大学名誉教授、元電気学会会長
- 石田幸男 - 機械工学、名古屋大学名誉教授、元日本機械学会機械力学・計測制御部門長
- 稲垣康善 - 情報工学、名古屋大学名誉教授、元豊橋技術科学大学副学長、元電子情報通信学会副会長
- 海野肇 - 生体工学、東京工業大学名誉教授
- 大岡昌博 - 機械工学、名古屋大学教授、元日本機械学会機素潤滑設計部門長
- 大久保仁 - 電気工学、名古屋大学名誉教授、元電気学会会長
- 大谷順 - 土木工学、熊本大学理事・副学長、元地盤工学会会長
- 大野信忠 - 材料力学、名古屋大学名誉教授、元日本機械学会副会長
- 奥宮正哉 - 建築学、名古屋大学名誉教授、元空気調和・衛生工学会会長
- 平野眞一 - 無機材料化学、日本ファインセラミックス協会国際賞、アメリカセラミック協会最高栄誉賞、第12代名大総長
- 小野木克明 - プロセスシステム工学、名古屋大学名誉教授、元日本学術振興会プロセスシステム工学第143委員長
- 西永頌 - 半導体工学、結晶成長国際機構Laudise賞、結晶成長国際機構会長、豊橋技術科学大学学長
- 小澤正邦 - 材料工学、名古屋大学教授、現代短歌評論賞
- 架谷昌信 - 化学工学、名古屋大学名誉教授、元化学工学会会長
- 赫冀成 - 金属工学、元東北大学学長、元中国金属学会副会長
- 梶田将司 - 情報工学、京都大学教授
- 加藤一実 - 材料工学、産業技術総合研究所フェロー、日本学術会議会員、文部科学大臣表彰科学技術賞
- 川島一彦 - 土木工学、東京工業大学名誉教授、元日本地震工学会会長
- 後藤俊夫 - 電子工学、名古屋大学名誉教授・元副総長、元応用物理学会会長
- 後藤元信 - 化学工学、名古屋大学教授、文部科学大臣賞
- 酒井康彦 - 機械工学、名古屋大学教授、元日本機械学会流体工学部門長
- 坂平文博 - 情報科学、大阪工業大学准教授
- 澤木宣彦 - 電子工学、名古屋大学名誉教授、英国物理学会フェロー
- 三分一政男 - 化学工学、元山口大学学長、元宇部工業高等専門学校長
- 猿渡洋 - 情報工学、東京大学教授、文部科学大臣表彰科学技術賞
- 柴田崇徳 - ロボット工学、産業技術総合研究所主任研究員
- 末松良一 - 機械工学、名古屋大学名誉教授、元豊田工業高等専門学校長、九代玉屋庄兵衛後援会長
- 杉浦邦征 - 土木工学、京都大学教授、元土木学会複合構造委員長
- 瀬口哲夫 - 建築学、名古屋市立大学名誉教授、日本建築学会賞
- 髙井吉明 - エネルギー理工学、名古屋大学名誉教授、元豊田工業高等専門学校長、文部科学大臣表彰科学技術賞
- 高田毅士 - 地震工学、東京大学名誉教授、元日本政府観光局MICEアンバサダー
- 高野研一 - 物理工学、慶應義塾大学教授、日本原子力発電取締役、義塾賞
- 田川智彦 - 化学工学、名古屋大学名誉教授、豊田工業高等専門学校長、元新エネルギー・産業技術総合開発機構技術委員長
- 武田一哉 - 情報工学、名古屋大学副総長、ティアフォー社長、元日本音響学会副会長
- 田中英一 - 機械工学、名古屋大学名誉教授、東海職業能力開発大学校長
- 田中信夫 - 物理工学、名古屋大学名誉教授、元日本顕微鏡学会会長、文部科学大臣表彰科学技術賞
- 柘植新 - 化学工学、名古屋大学名誉教授、元日本分析化学会会長
- 寺田賢二郎 - 計算力学、東北大学教授、元日本計算工学会会長
- 鳥脇純一郎 - 情報工学、名古屋大学名誉教授、元国際パターン認識連盟副会長、元コンピュータ支援画像診断学会会長、文部科学大臣賞研究功績者
- 長田昭義 - 電気工学、大阪工業大学名誉教授
- 中村隆 - 機械工学、名古屋工業大学副学長、元電気加工学会会長、元日本トライボロジー学会会長
- 中村光 - 土木工学、名古屋大学教授、元土木学会構造工学委員長
- 長森英二 - 生物工学、大阪工業大学准教授
- 新美智秀 - 機械工学、元名古屋大学教授、元日本機械学会流体工学部門長
- 新家光雄 - 金属工学、東北大学名誉教授、元日本金属学会会長、日本チタン学会会長
- 西堀泰英 - システム工学、大阪工業大学准教授
- 田中昌司 - 認知科学、上智大学教授
- 林良嗣 - 交通工学、名古屋大学名誉教授、ローマクラブ正会員、元世界交通学会会長、元土木学会副会長、元日本環境共生学会会長
- 原田昇 - 交通工学、東京大学名誉教授・元副学長、元八大学工学系連合会会長
- 日比野倫夫 - 電子工学、名古屋大学名誉教授、元日本電子顕微鏡学会会長
- 藤本哲夫 - 気体力学、名古屋大学名誉教授、三重大学名誉教授
- 福安直樹 - 情報工学、大阪工業大学教授
- 福和伸夫 - 耐震工学、名古屋大学名誉教授、元日本地震工学会会長
- 松尾亜紀子 - 航空工学、慶應義塾大学理工学部教授、日本航空宇宙学会会長
- 丸勢進 - 電子工学、名古屋大学名誉教授、元名城大学学長、元日本電子顕微鏡学会会長
- 森政弘 - 制御工学、ロボット工学、東京工業大学名誉教授、高専ロボコン創始者、紫綬褒章
- 板倉文忠 - 情報通信工学、名古屋大学名誉教授、元電子情報通信学会副会長、紫綬褒章、IEEEモーリス・N・リーブマン記念賞
- 鹿野清宏 - 音情報処理学、音声認識・対話システム、肉伝導音声インタフェース、奈良先端科学技術大学院大学教授
- 宮原諄二 - イメージング・プレートの発明、元・一橋大学イノベーション研究センター所長、元・東京理科大学大学院教授
- 森脇隆夫 - 化学工学、上智学院理事長、カトリック教会司祭
- 佐々木睦朗 - 構造家、元名古屋大学教授、法政大学教授

#### 医学
- 阿久津哲造 - 医学者、世界で初めて人工心臓を開発、元テルモ社長、日本人工臓器学会名誉会長
- 有村章 - 神経科学、脳下垂体アデニレートサイクラーゼ活性化ポリペプチド発見、アメリカ・チューレーン大学名誉教授
- 岩尾聡士 - 病院経営学、藤田保健衛生大学医学部教授
- 飯島宗一 - 原爆症、勲一等瑞宝章、元広島大学学長、第8代名古屋大学総長、大学評価・学位授与機構初代評議委員長、医卒
- 上田実 - 再生医学、元東京大学医科学研究所教授
- 上田龍三 - 名古屋大学大学院医学系研究科 特任教授、愛知医科大学名誉教授
- 岡田博 - 公衆衛生・予防医学者、名古屋大学名誉教授、愛知医科大学学長、名古屋市科学館長
- 勝沼信彦 - 徳島大学医学部長、徳島文理大学学長
- 加藤延夫 - 細菌学者、第10代名古屋大学総長、愛知医科大学学長
- 久野寧 - 生理学、文化勲章、日本学士院賞、名古屋大学名誉教授
- 祖父江逸郎 - 神経内科学、名古屋大学名誉教授、元愛知医科大学学長、長寿科学振興財団名誉理事長
- 高井章 - 神経科学、旭川医科大学副学長
- 高木健太郎 - 生理学、元鍼灸医学会長、元名市大学長、元参院議員
- 高橋雅英 - 病理学、名古屋大学名誉教授、紫綬褒章
- 高橋義行 - 小児血液医学、名古屋大学教授
- 玉腰暁子 - 公衆衛生学、北海道大学教授、日本疫学会理事長、日本学術会議会員
- 永井美之 - ウイルス学、学士院賞、元東京大学教授、理化学研究所感染症研究ネットワーク支援センター長、名大名誉教授
- 永津俊治 - 生化学、カテコールアミン研究、紫綬褒章、東京工業大学名誉教授、名古屋大学名誉教授、藤田学園保健衛生大学名誉教授
- 中浜博 - 医師、元聖霊病院院長、ジョン万次郎の子孫であり、研究家
- 濵口道成 - 腫瘍生物学、RNA干渉利用による胆管癌縮退、第13代名大総長
- 早川太郎 - 生化学者、愛知学院大学名誉教授
- 藤井輝明 - 医学者、保健科学研究所所長、中央大学保健体育体育研究所客員研究員、東京大学大学院客員研究員
- 藤井努 - 消化器外科学、富山大学教授
- 藤野厳九郎 - 医学者、魯迅「藤野先生」のモデル
- 二村雄次 - 胆道癌外科治療の世界的権威、名古屋大学名誉教授、愛知県がんセンター総長、元日本外科学会会長、元柔道全日本マスターズ無差別級チャンピオン
- 堀田一雄 - 生化学者、名古屋大学名誉教授、一宮女子短期大学名誉学長
- 水谷豊 (医師) - 眼科医、日本で初めてコンタクトレンズを作り、臨床応用を実施、コンタクトレンズメーカー「ニチコン」創業者
- 松尾清一 - 腎臓内科学、東海国立大学機構機構長、名古屋大学総長
- 宮川正澄 - 無菌生物学、学士院会員、学士院賞、名古屋大学名誉教授
- 宮原武熊 - 医学者、眼科医。戦前台湾で台中州議会議員。元『宮原眼科』は同名のスイーツ店として台中市の観光地となっている。
- 八木国夫 - 生化学、名古屋大学名誉教授、元応用生化学研究所長、日本学士院賞
- 山中克郎 - 総合内科学、福島県立医科大学会津医療センター教授
- 山本勇夫 - 脳神経外科、横浜市立大学名誉教授、横浜市立脳卒中・神経脊椎センター名誉病院長
- 吉田純 - 脳神経外科学、純国産遺伝子治療開発、名古屋大学名誉教授、元日本脳神経外科学会会長
- 脇田隆字 - 医師、ウイルス学者、国立感染症研究所所長、日本ウイルス学会理事長。世界で初めてC型肝炎ウイルスの培養増殖に成功
- 渡邊進 (医学者) - 免疫学者・公衆衛生学者、北海道女子大学元学長
- 杉田虔一郎 - 脳神経外科学、Sugitaクリップ発明
- 吉川史隆 - 産婦人科学、名古屋大学医学部産婦人科教授[1]

#### 看護学
- 鈴木千智 - 看護学者、静岡県立大学看護学部准教授
- 山下香枝子 - 看護師、看護学者、慶應義塾大学看護医療学部長

#### 法学
- 今井弘道 - 法哲学、北海道大学名誉教授
- 石川義道 - 国際経済法、静岡県立大学講師
- 市橋克哉 - 行政法、名古屋大学教授
- 上田純子 - 会社法、愛知大学教授、岡谷鋼機監査役、アイシン監査役
- 加藤紫帆 - 国際私法、東京大学准教授、国際法学会小田滋賞優秀賞
- 森英樹 - 憲法、名古屋大学名誉教授
- 長谷川憲 - 憲法、工学院大学教授
- 佐久間修 - 刑法、大阪大学名誉教授
- 佐野寛 - 国際法、岡山大学理事・副学長
- 島田弦 - アジア法、名古屋大学教授
- 家田愛子 - 労働法、札幌学院大学元教授
- 伊藤栄寿 - 民法、上智大学教授
- 小島透 - 刑事法、愛知大学教授
- 朝見行弘 - 民法、久留米大学教授、弁護士
- 木棚照一 - 国際私法、早稲田大学名誉教授
- 田高寛貴 - 民法、慶應義塾大学教授、元名古屋大学教授、元法務省司法試験考査委員
- 新美育文 - 民事法、明治大学名誉教授、安心ネットづくり促進協議会会長、環境省中央環境審議会会長代理
- 林董一 - 法制史、愛知学院大学名誉教授
- 四本健二 - カンボジア法、神戸大学教授、カンボジア王国友好勲章
- 広瀬裕樹 - 保険法・商法、愛知大学教授

#### 政治学
- 小山田英治 - 政治学、同志社大学教授、元国連東ティモール・ミッション事務総長特別副代表補佐官、日本国際開発学会特別賞
- 近藤康史 - 国際政治学、筑波大学教授
- 小野耕二 - 政治学、名古屋大学名誉教授
- 後房雄 - 政治学、愛知大学教授
- 雀部幸隆 - 政治学、名古屋大学名誉教授
- 田村哲樹 - 政治学、名古屋大学教授
- 木戸蓊 - 国際関係論、神戸大学名誉教授
- 日詰一幸 - 行政学、静岡大学学長、静岡市情報公開・個人情報保護審議会会長、掛川市政策アドバイザー
- 牧野雅彦 - 政治思想史、広島大学教授

#### 経済学
- 塩野谷祐一 - 経済哲学、元一橋大学学長、元名古屋大学特別教授、文化功労者、日本学士院賞
- 飯田経夫 - 経済学者、名古屋大学名誉教授、大平内閣ブレーン、元人事院参与、石橋湛山賞、紫綬褒章
- 小川光 - 経済学、東京大学教授、応用地域学会坂下賞、日本応用経済学会学会賞
- 沖本まどか - 経済学、静岡県立大学講師
- 宮本憲一 - 環境経済学、大阪市立大学名誉教授、元滋賀大学学長、日本学士院賞
- 保母武彦 - 財政学、地方財政論、地域経済論、元島根大学副学長、島根大学名誉教授
- 八木紀一郎 - マルクス経済学、京都大学名誉教授、元進化経済学会副会長
- 大橋勇雄 - 労働経済学、一橋大学名誉教授、元名古屋大学教授
- 奥村洋彦 - 日本経済論、金融論、学習院大学名誉教授、石橋湛山賞
- 木村吉男 - 経済学、名古屋市立大学名誉教授、元日本地域学会会長
- 小西葉子 - 経済学、経済産業研究所研究員
- 片野彦二 - 国際経済学、神戸大学名誉教授
- 根本二郎 - 計量経済学、名古屋大学名誉教授、放送大学愛知学習センター所長。
- 伴金美 - 経済学、大阪大学名誉教授、元環境経済・政策学会副会長
- 福澤直樹 - 経済史、名古屋大学教授、社会政策学会奨励賞、フライブルク大学博士
- 船橋伸一 - 労働経済学、キャリアデザイン論、富山大学教授
- 山田鋭夫 - マルクス経済学、名古屋大学名誉教授
- 斉藤日出治 - 社会経済学、大阪産業大学教授
- 大城純男 - 都市・地域経済学、札幌大学教授
- 岩田弘 - マルクス経済学、立正大名誉教授
- 松永嘉夫 - 経済学、元早稲田大学教授、名古屋市立大学名誉教授
- 焼田党 - 経済学、南山大学教授、日本応用経済学会会長
- 鷲田豊明 - 経済学、上智大学名誉教授、元環境経済・政策学会副会長、お笑い芸人わっしー教授

#### 経営学
- 小川英次 - 経営学、名古屋大名誉教授、第3代梅村学園理事長、第5代日本中小企業学会会長、日経・経済図書文化賞
- 小島廣光 - 非営利組織論、北海道大名誉教授
- 中村彰憲 - 経営学、立命館大学教授、元日本デジタルゲーム学会会長
- 中村智彦 - 産業論、神戸国際大教授
- 伊藤宗彦 - 製品開発論、神戸大学教授、元オペレーションズマネジメント＆ストラテジー学会会長
- 林徹 - 長崎大学経済学部・大学院経済学研究科教授
- 後藤幸男 - 経営学、神戸商科大学名誉教授・元学長
- 竹内規彦 - 組織行動学、早稲田大学教授、経営行動科学学会会長
- 山田基成 - 経営学、名古屋大学名誉教授、元日本中小企業学会副会長

#### 会計学
- 木村彰吾 - 会計学、名古屋大学副総長、東海国立大学機構機構長補佐、元日本管理会計学会副会長
- 齊藤隆夫 - 会計学、名古屋大学名誉教授
- 早川豊 - 会計学、北海道大学名誉教授
- 可児島俊雄 - 監査論、名古屋大学名誉教授、日本会計研究学会太田賞
- 小林健吾 - 会計学、青山学院大学名誉教授、日経・経済図書文化賞

#### 歴史学
- 江村治樹 - 中国史、名古屋大学名誉教授
- 大江志乃夫 - 日本近現代史、元東京教育大学教授、茨城大学名誉教授、大佛次郎賞
- 河西秀哉 - 日本現代史、名古屋大学准教授
- 木俣元一 - 西洋建築史、名古屋大学教授
- 栗田和典 - イギリス近代史、静岡県立大学教授
- 所功 - 平安文化、京都産業大学教授、元皇學館大学助教授、日本文化研究所長
- 神野清一 - 日本古代史、中京大学教授
- 東晋次 - 中国史、三重大学名誉教授
- 藤村道生 - 日本外交史、元上智大学教授
- 服部幸雄 - 日本文化史、歌舞伎研究、芸能研究、千葉大学名誉教授
- 金井雄一 - 経済史、名古屋大学名誉教授
- 永井義雄 - 社会思想史、元一橋大学教授、名古屋大学名誉教授
- 安藤隆穂 - 社会思想史、名古屋大学名誉教授、日本学士院賞
- 須藤功 - アメリカ経済史、明治大学教授
- 高木智見 - 中国史、中国古代思想史、山口大学教授
- 松塚俊三 - 英国史、福岡大学名誉教授
- 水野さや - 仏教美術史、金沢美術工芸大学教授

#### 文学
- 安藤徹 - 平安朝文学、龍谷大学副学長
- 今泉容子 - 英文学、筑波大学名誉教授
- 木村晶子 - 英文学、早稲田大学教授、日本ギャスケル協会会長
- 飯田祐子 - 日本近現代文学、名古屋大学教授、元神戸女学院大学教授
- 坪井秀人 - 日本近代文学、国際日本文化研究センター名誉教授、早稲田大学教授、日本比較文学会50周年記念特別賞、やまなし文学賞、
- 村上公一 - 中国文学、早稲田大教授、早稲田実業学校長、元大隈記念早稲田佐賀学園理事長
- 村上学 - 国文学、元名古屋大教授
- 米村みゆき - 日本近代文学、専修大学教授、日本アニメーション学会副会長

#### 哲学・宗教学
- 加藤泰史 - 哲学、一橋大学名誉教授、、元日本哲学会会長
- 酒井ツギ子 - 哲学、教育学、徳島文理大学教授、元山口女子大学教授
- 福田静夫 - 哲学、日本福祉大学名誉教授
- 石神豊 - 哲学、西洋近代哲学、創価大学名誉教授
- 立川武蔵 - 宗教学、仏教研究、ヒンドゥー教研究、紫綬褒章、元愛知学院大学教授、国立民族学博物館名誉教授

#### 心理学
- 小林佐知子 - 心理学、静岡県立大学短期大学部こども学科教授
- 杉浦淳吉 - 心理学、慶應義塾大学教授
- 髙橋靖恵 - 心理学、京都大学教授、日本ロールシャッハ学会会長
- 辻井正次 - 心理学、中京大学教授
- 速水敏彦 - 教育心理学、「仮想的有能感」研究、名大教授、名古屋大学大学院教育発達科学研究科長、教育学部長
- 長谷川博一 - 心理学、東海学院大教授
- 森田美弥子 - 心理学、名古屋大学名誉教授、元日本ロールシャッハ学会会長

#### 社会学
- 阿古智子 - 現代中国研究、東京大学教授、現代中国学会理事長
- 内田良 - 教育社会学、名古屋大学教授
- 高城和義 - 社会学、元ウォータールー大学客員教授、東北大学名誉教授、帝京大学教授

#### 地理学
- 伊藤喜栄 - 地理学、慶應義塾大学名誉教授
- 大矢雅彦 - 地理学、早稲田大学名誉教授、葛飾区郷土と天文の博物館名誉館長
- 岡本耕平 - 地理学、愛知大学教授、名古屋大学名誉教授
- 日野正輝 - 人文地理学、東北大学名誉教授、中国学園大学名誉教授
- 水野一晴 - 地理学、京都大学教授

#### 教育学
- 姉崎洋一 - 教育学、北海道大学名誉教授
- 李正連 - 教育学、東京大学教授、日本社会教育学会副会長
- 小野田正利 - 教育制度学・教育行政学、大阪大学大学院人間科学研究科教授
- 加藤幸次 - 教育学、上智大学名誉教授、元日本個性化教育学会会長、元社会科教育研究センター会長
- 川勝博 - 理科教育・物理教育、名城大学総合数理教育センター長、教授
- 石川昭義 - 幼児教育、仁愛大学人間生活学部教授
- 小林ミナ - 教育学、早稲田大学教授、日本語教育学会副会長
- 酒井ツギ子 - 教育哲学、元山口大学講師、徳島文理大学教授
- 牧野篤 - 教育学、東京大学教授
- 水越敏行 - 教育学、大阪大学名誉教授、元日本教育工学会会長

#### 言語学・日本語学
- 田島毓堂 - 国語学、名古屋大学名誉教授
- 水谷修 - 言語学、元国立国語研究所長、名古屋外国語大学学長
- 杉戸清樹 - 言語学、国立国語研究所長
- 宋協毅 - 日本語学、元大連大学副学長、元中国日本語教学研究会副会長
- 塚原信行 - 社会言語学者、京都大学教授
- 水野かほる - 言語学、静岡県立大学教授
- 窪薗晴夫 - 言語学、神戸大学教授
- 南不二男 - 国語学、元国立国語研究所日本語教育センター長

#### その他
- 内田浩二 - 食品科学、東京大学教授
- 佐竹研一 - 環境学、元国立環境研究所地球環境研究グループ総合研究官、元生物地球化学研究会会長
- 高木智見 - 中国哲学、山口大学教授
- 濱健夫 - 環境学、筑波大学名誉教授、生態学琵琶湖賞
- 増澤敏行 - 環境学、元名古屋大学教授、海洋化学学術賞

### 教育者
- 椙山正弘 - 元学校法人椙山女学園学園長
- 戸塚宏 - ヨットマン、戸塚ヨットスクール社長
- 深谷圭助 - 立命館小学校前校長、中部大学准教授
- 宮城道良 - 教師、歴史教育者協議会会員、「不戦兵士・市民の会」の東海支部事務局員
- 宮本延春 - 日本の教育者、豊川高等学校教諭、エッセイスト、教育再生会議委員
- 牧野剛 - 予備校講師、市民運動家

### 政治家

#### 現職
- 今枝宗一郎 - 衆議院議員、自由民主党、文部科学副大臣
- 渡辺猛之 - 参議院議員、自由民主党、国土交通副大臣兼内閣府副大臣兼復興副大臣
- 岡本充功 - 衆議院議員、立憲民主党、元厚生労働大臣政務官
- 五十嵐衣里 - 衆議院議員、東京都議会議員、弁護士
- 水野孝一 - 参議院議員
- 高村謙二 - 静岡県裾野市長
- 伊藤誠一 - 岐阜県美濃加茂市長、元副市長
- 冨田成輝 - 岐阜県可児市長、元岐阜県総務部長
- 水野義則 - 愛知県尾張旭市長
- 久世孝宏 - 愛知県半田市長、元半田市議会議長
- 日髙輝夫 - 第7代愛知県東浦町長[2]
- 鈴木邦尚 - 愛知県豊山町長
- 大越農子 - 北海道議会議員、漫画家、イラストレーター
- 寺西睦 - 愛知県議会議員、愛知県競馬組合副議長
- サイカインミョートゥン - ミャンマー国民統一政府教育副大臣、元ヤンゴン外国語大学教授

#### 元職
- 後藤新平 - 元外務大臣、元内務大臣、元東京市（現東京都）市長、元愛知県医学校学校長
- 山本保 - 元参議院議員、公明党、元総務大臣政務官
- 椎名素夫 - 元衆議院議員、元参議院議員、物理学者
- 加藤鐐五郎 - 元衆議院議長、元法務大臣、医師
- 渡辺栄一 - 元建設大臣、元財務委員長、元美濃加茂市長
- 岩井茂樹 - 元国土交通副大臣兼内閣府副大臣兼復興副大臣
- 伊藤英成 - 元衆議院議員、元民主党副代表
- 山本明彦 - 元衆議院議員、自民党、元内閣府副大臣
- 嶋聡 - 元衆議院議員、民主党、ミクシィ取締役
- 大脇雅子 - 元参議院議員、弁護士、元社会民主党政策審議会長
- 石原正敬 - 元衆議院議員、自由民主党、元三重県菰野町長、元三重県議会議員、元名大助手
- 吉田統彦 - 元衆議院議員、立憲民主党、元ジョンズ・ホプキンス大学リサーチフェロー
- 住吉寛紀 - 元衆議院議員、日本維新の会
- 山﨑真之輔 - 元参議院議員、元静岡県議会議員
- 鈴木礼治 - 元愛知県知事、元愛知県副知事、元自治省課長補佐
- 渡辺覚造 - 元茨城県水戸市長
- 西寺雅也 - 元岐阜県多治見市長、山梨学院大学教授
- 大山耕二 - 元岐阜県中津川市長、元国土交通省中部地方整備局副局長
- 柳川喜郎 - 元岐阜県御嵩町長、元NHK解説委員
- 本山政雄 - 元愛知県名古屋市長
- 谷一夫 - 元愛知県一宮市長、元日本下水道協会副会長
- 伊藤文郎 - 元愛知県津島市長、元社会保険診療報酬支払基金理事長
- 渡辺釟吉 - 元愛知県挙母市長、元挙母町長
- 上野政夫 - 元愛知県西春町長、元愛知県町村会会長
- 大武幸夫 - 元福井県福井市長、福井市名誉市民、元福井市総務部長
- 井上哲夫 - 元三重県四日市市長、元参議院議員、弁護士
- トルクンベック・アブディグロフ - 元キルギス中央銀行総裁、元キルギス共和国第一副首相
- ムケラ・ルアンガ - 元コンゴ民主共和国国務大臣、元世界貿易機関アフリカ事務局長

### 官界
- 荒木真一 - 内閣府政策統括官、元原子力規制庁長官官房審議官
- 金森正樹 - 元財務省中国財務局長、飯能信用金庫常務
- 高橋太朗 - 元財務省主計官補佐、熊本県企画振興部長
- 本間政雄 - 元文部省大臣官房総務審議官、立命館副総長、元京都大学理事・副学長
- 竹内大二 - 元原子力規制庁原子力安全技術総括官、元岡山大学理事・副学長
- 中村利雄 - 元中小企業庁長官、元通産省貿易局長、元2005年日本国際博覧会協会事務総長、イベント学会会長
- 榎本吉孝 - 元特許庁審査第一部首席審査長。大阪工業大学知的財産専門職大学院教授。
- 辻村哲夫 - 元文部科学省初等中等教育局長、元国立美術館理事長、元東京国立近代美術館館長
- 長坂昴一 - 元気象庁長官、気象業務支援センター理事長
- 小林秀資 - 元厚生労働省健康政策局長、国立公衆衛生院院長、長寿科学振興財団理事長
- 片平和夫 - 元国土交通省大阪航空局長、元港湾空港技術研究所特別研究官
- 難波喬司 - 元国土交通省大臣官房技術総括審議官、静岡県副知事、慶應義塾大学特任教授、京都大学客員教授
- 内藤正彦 - 元国土交通省北陸地方整備局長、元リバーフロント整備センター主席研究員
- 南川秀樹 - 元環境事務次官、元地球環境審議官、日本環境衛生センター理事長
- 殿谷正行 - 元航空保安大学校長、航空大学校理事長
- 川合豊彦[3] - 農林水産省大臣官房技術総括審議官兼農林水産技術会議事務局長（2022年[4] - ）
- 加藤鐵夫 - 林野庁長官、農林漁業信用基金副理事長
- 沖修司 - 林野庁長官、大日本山林会副会長
- 小坂善太郎 - 林野庁長官、林野庁次長[5]
- 伊藤誠 - 元アフリカ開発会議担当特命全権大使、元駐ブルガリア特命全権大使
- 賀来弓月 - 元ムンバイ総領事、元ウィニペグ総領事
- 彦坂正人 - 警察庁情報通信局長、元島根県警察本部長
- 吉田耕三 - 元人事官、元人事院事務総長、日本国際協力センター理事長
- 田口康 - 文部科学省国際統括官、元日本原子力研究開発機構副理事長
- 中村倫治 - 東京都副知事、元東京都政策企画局長、元日本公衆衛生学会副学会長
- 小川悦雄 - 元愛知県副知事、元愛知県健康づくり振興事業団理事長
- 片桐正博 - 元愛知県副知事、元名古屋競馬社長
- 永田清 - 元愛知県副知事、元名古屋高速道路公社理事長
- 松井圭介 - 元愛知県副知事、名古屋高速道路公社理事長、元上飯田連絡線社長
- 入倉憲二 - 元名古屋市副市長、元サカエチカマチ社長、元名古屋交通開発機構副社長、元国際デザインセンター副社長
- 伊東恵美子 - 名古屋市副市長、名古屋競馬取締役、元昭和区長
- 廣田恵子 - 三重県副知事、元三重県教育委員会教育長
- 小笠原暁 - 元兵庫県副知事、ロゴヴィスタ創業者・元社長、元芦屋大学学長、元日本オペレーションズ・リサーチ学会会長
- 田辺昌彦 - 広島県副知事、元広島県信用組合常務理事
- 稲用博美 - 元宮崎県副知事、宮崎県立看護大学理事長
- 永田健 - 元豊田市副市長、元国土交通省中部運輸局企画観光部長
- 戸田隆夫 - 元国際協力機構上級審議役、沖縄科学技術大学院大学COO、明治大学特別招聘教授
- 樋口清司 - 元宇宙航空研究開発機構副理事長、元国際宇宙航行連盟会長
- 児玉敏雄 - 日本原子力研究開発機構理事長、元三菱重工業副社長、国家功労勲章
- 林政義 - 元新エネルギー・産業技術総合開発機構理事長、元動力炉・核燃料開発事業団理事長
- 高橋重雄 - 元港湾空港技術研究所理事長、米国土木学会国際海岸工学賞
- 井上毅 - 明石市立天文科学館館長、日本公開天文台協会事務局長
- パラノビチ・ノルバート - 元駐日ハンガリー大使、元名古屋大学客員教授
- ファム・クアン・ヒエウ - 駐日ベトナム大使、元ベトナム外務次官

### 法曹界
- 北川弘治 - 元最高裁判所判事、元福岡高等裁判所長官、元最高裁判所首席調査官
- 鬼頭季郎 - 元東京高等裁判所部総括判事 、西村あさひ法律事務所カウンセル、元内閣府情報公開・個人情報保護審査会会長
- 宮川光治 - 元最高裁判所判事、元青年法律家協会事務局長、森ビル監査役
- 小川正持 - 元東京家庭裁判所長、元最高裁判所事務総局刑事局長
- 加藤新太郎 - 元東京高等裁判所部総括判事、アンダーソン・毛利・友常法律事務所顧問
- 都築弘 - 元東京高等裁判所部総括判事、元法務省訴務総括審議官、元中央労働委員会会長代理
- 三好幹夫 - 元東京高等裁判所部総括判事、内閣人事局退職手当審査会会長、上智大学教授
- 川原誠 - 元名古屋高等裁判所部総括判事、元津地方裁判所長
- 筏津順子 - 元名古屋高等裁判所部総括判事、元那覇家庭裁判所長
- 永野圧彦 - 名古屋高等裁判所部総括判事、元岐阜地方裁判所長
- 加藤幸雄 - 元名古屋地方裁判所長、元名古屋高等裁判所部総括判事
- 石原稚也 - 大阪高等裁判所部総括判事、元徳島地方裁判所長
- 佐藤嘉彦 - 同志社大学教授、元大阪高等裁判所判事
- 華井俊樹 - 元大阪地方裁判所判事補
- 森本宏 - 法務事務次官、元法務省刑事局長、元東京地方検察庁特捜部長
- 伊藤文規 - 東京地方検察庁特捜部長、元法務省法務総合研究所教官
- 村千鶴子 - 弁護士、東京経済大学教授
- 竹下重人 - 弁護士、元名古屋弁護士会副会長、女優竹下景子の父
- 成田清 - 弁護士、元日本弁護士連合会副会長、元愛知県弁護士会会長、中部弁護士会連合会理事長
- 木下芳宣 - 弁護士、日本弁護士連合会副会長、愛知県弁護士会会長、元南山大学教授
- 後藤孝典 - 弁護士、日本企業再建研究会理事長
- 小堀秀行 -　弁護士、元金沢弁護士会会長、石川県行政不服審査会会長

### 経済人

#### 鉄道・運輸・道路
- 西川富夫 - 元名古屋鉄道副社長、名鉄グランドホテル社長、セントレアホテル社長
- 山脇康 - 元日本郵船副会長、日本パラリンピック委員会委員長、東京オリンピック・パラリンピック競技大会組織委員会副会長
- 武藤光一 - 元商船三井社長、元日本船主協会会長
- 駒田邦男 - 元トヨフジ海運社長
- 宮池克人 - 中日本高速道路社長CEO、元中部電力副社長
- 種村均 - 中日本高速道路会長、元ノリタケカンパニーリミテド社長、元中部経済同友会代表幹事

#### 繊維・化学
- 小林宏史 - 元旭化成建材社長、日本建築仕上学会学会賞
- 中石昭夫 - 元東邦テナックス社長、元帝人グループ参与
- 畠賢一郎 - ジャパン・ティッシュエンジニアリング社長、再生医療イノベーションフォーラム会長、内閣総理大臣賞
- 水野金平 - 元ホーユー社長、元日本ヘアカラー工業会会長

#### セラミックス・窯業
- 江副茂 - 元東陶機器（現TOTO）社長、元九州・山口経済連合会副会長
- 金川重信 - 元日本特殊陶業社長、元昭和法人会会長
- 柴田昌治 - 元日本ガイシ会長・社長、元日本経団連副会長、元長寿科学振興財団会長
- 松下雋 - 日本ガイシ社長、元NHK経営委員、元中部電力取締役
- 羽賀征治 - 元日本特殊陶業社長
- 小倉忠 - 元ノリタケカンパニーリミテド社長、愛知カンツリー倶楽部理事長、名古屋商工会議所副会頭
- 水谷千加古 - 元INAX社長、元住生活グループ社長

#### 金属
- 石井健一郎 - 元大同特殊鋼会長、元日経連副会長、元愛知県経営者協会長
- 石原美幸 - UACJ社長、日本アルミニウム協会会長
- 清水哲也 - 大同特殊鋼社長、特殊鋼倶楽部会長

#### 自動車
- 豊田章一郎 - 元トヨタ自動車会長、経団連8代会長、レジオンドヌール勲章グランオフィシエ
- 内山田竹志 - トヨタ自動車会長、初代プリウス開発、日本経団連副会長、発明協会副会長
- 吉田守孝 - アイシン社長、豊田中央研究所会長、元トヨタ自動車副社長
- 岡部弘 - 元デンソー社長・会長、元愛知県経営者協会会長
- 斎藤明彦 - 元デンソー会長、元トヨタ自動車副社長
- 土屋総二郎 - 元デンソー副社長、元日本プラントメンテナンス協会会長、元日本機械学会副会長
- 和田明広 - 元アイシン精機会長、元トヨタ自動車副社長、元日本機械学会会長
- 三矢誠 - アイシン精機副社長、名古屋商工会議所副会頭
- 谷口孝男 - 元アイシンAW社長・会長
- 磯谷智生 - 元豊田自動織機社長・会長、元中部経済同友会代表幹事
- 大西朗 - 豊田自動織機社長、中部経済連合会副会長
- 岩瀬隆広 - 元トヨタ車体社長、元愛知製鋼会長、愛知県公安委員会委員長
- 小山敬 - 元トヨタ紡織社長、元中部経済同友会代表幹事
- 白柳正義 - トヨタ紡織社長、元豊田法人会会長
- 横山元彦 - 元ジェイテクト社長、元日本工作機械工業会会長、元日本ベアリング工業会会長
- 新美篤志 - 元ジェイテクト会長、元トヨタ自動車副社長、元中部経済同友会代表幹事
- 安田善次 - 元関東自動車工業会長
- 服部哲夫 - 元関東自動車工業社長、ファインセラミックスセンター理事長
- 田中義克 - 元トヨタ自動車北海道社長、北海道立総合研究機構理事長、元北海道経済連合会副会長
- 深津泰彦 - 元東京トヨタ自動車会長、元日本バスケットボール協会会長
- 長谷川武彦 - 元ヤマハ発動機社長・会長
- 日髙祥博 - 元ヤマハ発動機社長、日本自動車工業会副会長、技術経営・イノベーション賞経済産業大臣賞
- 渡部克明 - ヤマハ発動機会長、元社長
- 鈴木茂樹 - プライムアースEVエナジー社長

#### 機械
- 杉山武史 - 元三菱電機社長
- 平田誠一 - 元ブラザー工業社長
- 佐々木一郎 - ブラザー工業社長
- 柏淳郎 - 元オークマ社長
- 花木義麿 - 元オークマ社長
- 橋本孝之 - 元日本アイ・ビー・エム社長
- 水谷久和 - 元三菱航空機社長
- 袴田武史 - ispace創業者・CEO、元HAKUTO代表
- 高橋宏 - 元日本車輌製造社長

#### 楽器
- 河島博 - 元日本楽器製造（現ヤマハ）社長

#### 食品
- 門脇宜人 - 元第一屋製パン社長
- 内藤由治 - ポッカコーポレーション社長
- 吉田康 - ブルボン社長
- 小田康 - クノール食品社長

#### 通信
- 森下俊三 - 元西日本電信電話社長、NHK経営委員長、元関西経済同友会代表幹事、関西経済連合会副会長、大阪府特別顧問
- 林義郎 - 元ボーダフォン 日本法人（現ソフトバンクモバイル）会長

#### エネルギー
- 榊原定征 - 関西電力会長、産業革新投資機構取締役会議長、元東レ社長、第4代日本経団連会長、元日本化学会会長
- 水野耕太郎 - 元東邦ガス社長・会長、中部経済同友会代表幹事
- 早川敏生 - 元東邦ガス社長・会長
- 増田信之 - 東邦ガス社長

#### 流通
- 朝倉英文 - 元マルコ社長、元日本訪問販売協会理事
- 岡田邦彦 - 元J.フロント リテイリング会長、元松坂屋社長、元名古屋商工会議所会頭
- 黒川孝雄 - 元明治サンテオレ社長、元日本フランチャイズチェーン協会会長
- 丹羽宇一郎 - 元伊藤忠商事会長、駐中国特命全権大使
- 江崎誠三 - 元豊田通商社長・会長
- 秋利美記雄 - カラコロモ社長。クイズ解答者
- 田中茂治 - 元日本アクセス社長、元日本加工食品卸協会副会長
- 吉岡基次 - 元松坂屋社長

#### 金融・不動産
- 室町鐘緒 - 元三和銀行（現三菱UFJ銀行）頭取
- 加藤隆一 - 元東海銀行（現三菱UFJ銀行）頭取・会長、元名古屋商工会議所会頭
- 西垣覚 - 元東海銀行（現三菱UFJ銀行）頭取、三菱東京UFJ銀行名誉顧問
- 伊藤龍郎 - 元あさひ銀行（現りそな銀行）頭取
- 清水義之 - 元十六銀行頭取、元岐阜商工会議所会頭
- 種橋潤治 - 元三重銀行頭取、元三井住友銀行代表取締役、三重県商工会議所連合会会長
- 村瀬幸雄 - 十六銀行頭取、中部経済連合会副会長
- 伊藤行記 - 愛知銀行頭取
- 岩間弘 - 三十三フィナンシャルグループ会長、三十三銀行会長
- 渡辺三憲 - 三十三フィナンシャルグループ社長、三十三銀行頭取
- 阪本道隆 - 元南都銀行頭取、元奈良商工会議所会頭
- 向原敏和 - 日本マスタートラスト信託銀行社長
- 外村仁 - 元野村證券副社長、元野村證券投資信託委託（現野村アセットマネジメント）社長
- 川島貴志 - アリアンツ生命保険社長、元第一フロンティア生命社長
- 広瀬伸一 - 東京海上日動火災保険社長、日本損害保険協会会長
- 佐藤治 - 元千代田火災副社長
- 鈴木武 - 元トヨタファイナンシャルサービス社長、元あいおいニッセイ同和損害保険会長
- 鵜飼正男 - 東和不動産社長
- 後藤裕司 - トヨタホーム社長
- 澤木良次 - 元大建工業社長、元日本建材・住宅設備産業協会副会長

#### マスコミ・IT・教育・広告他
- 岩本行正 - 元中京テレビ放送社長
- 与良ヱ - 元中日新聞社社長
- 田島暁 - 中日新聞元論説主幹
- 与良正男 - 毎日新聞論説委員、「みのもんたの朝ズバッ!」コメンテーター
- 酒井憲一 - 元朝日新聞記者、元朝日学生新聞社常務
- 金田新 - 元NHK専務理事放送総局長
- 森和朗 - 元NHK国際局チーフ・ディレクター
- 阿部博史 - NHK大型企画開発センターチーフ・プロデューサー、東京大学客員准教授、科学ジャーナリスト賞
- 北折一 - NHK科学・環境番組部専任ディレクター、「ためしてガッテン」ディレクター
- 水野倫之 - NHK解説委員
- 稲垣靖 - 公認会計士、元安城市代表監査委員、名古屋大学客員教授
- 水谷研治 - 経済評論家、元東海総研代表取締役、中京大学名誉教授
- 柯隆 - 東京財団政策研究所主席研究員
- 内田俊宏 - 三菱UFJリサーチ&コンサルティング、エコノミスト
- 柴原慶一 - アンビスホールディングス創業者・社長兼CEO
- 徳力基彦 -  アジャイルメディア・ネットワーク共同創業者・元社長、noteプロデューサー、ブロガー
- 西尾保示 - テクノプロ・ホールディングス社長兼CEO、テクノプロ社長
- 野原佐和子 - イプシ・マーケティング研究所社長、慶應義塾大学特任教授
- 服部裕輔 - Sun Asterisk創業者・元社長
- 長谷川敦弥 - LITALICO社長、文部科学省中央教育審議会委員
- 野田亜友弓 - アイプレス創業者・社長
- 石黒不二代 - ネットイヤーグループ創業者・元社長、スタンフォード大学MBA
- 松本正之 - 日本放送協会（NHK）第20代会長、JR東海特別顧問
- 村林聡 - 元三菱UFJリサーチ&コンサルティング社長、ディーカレット会長、インターネットイニシアティブ副社長
- 清水哲太 - 元トヨタホーム会長、元トヨタ自動車副社長、元愛知県公立大学法人理事長
- 青木茂 - 元サミー社長
- 伊貝武臣 - 元スタジオアリス副会長、名古屋大学招聘教授
- 野呂輝久 - 元ガンバ大阪社長
- 瀧川龍一郎 - 日立柏レイソル社長
- 久田哲史 - Speee創業者・元代表取締役、Print代表取締役、Datachain代表取締役

### 文芸
- 小谷剛 - 芥川賞作家
- 森博嗣 - 作家、第一回メフィスト賞受賞
- 堀田あけみ - 作家
- 篠田達明 - 作家、医師、歴史文学賞、愛知県心身障害者コロニー名誉総長
- 川田弥一郎 - 作家、江戸川乱歩賞受賞
- 辻真先 - 推理作家、日本推理作家協会賞
- 嵩峰龍二 - SF作家
- 殊能将之 - 推理作家、メフィスト賞
- 司城志朗 - 推理作家、角川小説賞、開高健賞奨励賞、サントリーミステリー大賞読者賞
- 榊林銘 - 推理作家
- 松村涼哉 - ライトノベル作家、電撃小説大賞「大賞」受賞
- 久綱さざれ - 推理作家、ムー伝奇ノベル大賞
- 藪野豊 - 随筆家
- 佐藤康智 - 文芸評論家、群像新人文学賞評論部門受賞。
- 三輪和雄 - 作家、医師、元社会保険中央総合病院脳神経外科部長
- 白楽ロックビル - 作家、お茶の水女子大学名誉教授
- 山口玲子 (作家) - 作家、女性史研究家
- 田井安曇 - 歌人
- 浅尾大輔 - 作家
- 青木健 - 詩人、作家
- 上崎暮潮 - 俳人
- 永川成基 - 脚本家

### 芸術
- 天野千尋 - 映画監督、脚本家、田辺・弁慶映画祭グランプリ
- 浦山桐郎 - 映画監督、ブルーリボン賞、モスクワ国際映画祭金賞
- 荻野NAO之 - 写真家
- 杉田敦 - 美術評論家
- 伊藤剛 - 漫画評論家、編集者、東京工芸大学教授
- 荻野真 - 漫画家、集英社青年漫画大賞 ※理学部中退
- 都留泰作 - 富山大学助教授、漫画家
- 鷹岬諒 - 漫画家
- 沢田蒼梧 - ピアニスト
- 成田昌隆 - CGモデラー

### 芸能
- 高木万平 - 俳優
- 高木心平 - 俳優
- ジョン・ギャスライト - ローカルタレント、コラムニスト、ツリー・クライマ
- 三遊亭圓王 - 落語家
- 山浦ひさし - タレント、元お笑いコンビ「SABOTEN」、経済学部中退
- お笑い - お笑い芸人、大学院修了
- 蔦絵梨奈 - タレント
- 菅なな子 - 元SKE48メンバー

### アナウンサー

#### 協会
- 半谷進彦 - NHK放送研修センター・日本語センター
- 吉田一貴
- 若月弘一郎

#### 民間放送
- 高井一 - 東海テレビアナウンサー※同志社大学より東海テレビ入社後、在職中に本学大学院卒
- 磯野正典 - 東海テレビ元アナウンサー
- 浦口史帆 - 東海テレビアナウンサー
- 山崎聡子 - 東海ラジオ放送元アナウンサー、ディレクター
- 丹野みどり - 元中部日本放送アナウンサー
- 若狭敬一 - CBCテレビアナウンサー
- 夏目みな美 - CBCテレビアナウンサー
- 日比英一 - 元中部日本放送アナウンサー、元ニュースキャスター、元常務取締役
- 熊谷章洋 - 元中部日本放送アナウンサー、フリーアナウンサー
- 小川明子 - 元中部日本放送アナウンサー、愛知淑徳大学准教授
- 勝智久 - 元名古屋テレビ放送アナウンサー
- 亀井希生 - 毎日放送アナウンサー
- 稲垣貴大 - 長野朝日放送アナウンサー
- 田嶌万友香 - 瀬戸内海放送アナウンサー
- 島川未有 - 四国放送アナウンサー

### 音楽
- 内藤彰 - 指揮者、東京ニューシティ管弦楽団指揮者
- 帰山栄治 - マンドリン合奏団指揮者、作曲家
- 榊原喜三 - マンドリン奏者
- 雨森文也 - 合唱指揮者
- オユンナ - シンガーソングライター

### スポーツ
- 舛名大 - 大相撲力士
- 清川正二 - 1932年ロス五輪100ｍ背泳ぎ金メダリスト・1936年ベルリン五輪100m背泳ぎ銅メダリスト、元IOC副会長
- 鈴木亜由子 - 陸上競技選手（長距離走）
- 松田亘哲 - プロ野球選手
- 水野正幸 - アジアパラリンピック委員会副会長、日本障がい者スポーツ協会副会長、日本パラリンピック委員会副委員長

### その他
- 青山修 - 司法書士、土地家屋調査士
- 石岡繁雄 - 登山家、ナイロンザイル切断事件真相究明
- 喜多野徳俊 - 医師、郷土史家
- 河合利秀 - 技術者、元名古屋大学技術専門員、理化学研究所研究主援職員
- 小玉秀男 - 弁理士、3Dプリンターの基幹技術となる光造形装置を発明、ランク賞
- 中村俊介 - クリエイター、しくみデザインCEO
- 平野逸朗 - 絵画収集家
- 水野太貴 - 編集者、「ゆる言語学ラジオ」MC

### 博士号取得者
- 下村脩 - 緑色蛍光タンパク質GFP発見、文化勲章、ノーベル化学賞、ボストン大学名誉教授、名大特別教授
- 赤﨑勇 - 青色発光ダイオード開発、京都賞、文化功労者、エジソンメダル、ノーベル物理学賞、名大特別教授
- 外村彰 - 電子線フォログラフィー、アハラノフ-ボーム効果実証、日本学士院恩賜賞、文化功労者、日本学士院会員
- 遠藤守信 - カーボンナノチューブ、遠藤ファイバー、紫綬褒章、信州大学教授
- 武智馨 - 鋳造工学、元広海軍工廠鋳物実験部長、大阪工業大学名誉教授
- 藤瀬浩司 - 経済史、名古屋大学名誉教授
- 牧二郎 - 素粒子論、元京都大学基礎物理学研究所長、元日本物理学会長、ニュートリノ振動提唱、仁科記念賞
- 森英介 - 衆議院議員、自民党、元法務大臣
- 大来佐武郎 - 元外務大臣、元経済企画庁総合開発局長
- 佐藤隆文 - 元金融庁長官、一橋大学教授、元名古屋大学教授
- 佐藤信吉 - 経営学、横浜国立大学名誉教授、日本経営数学会名誉会長
- 鈴木款 - 生物化学、海洋科学、静岡大学教授
- 飯田哲也 - 社会学、立命館大学教授
- 早川洋行 - 社会学、滋賀大学教授
- 湯浅光朝 - 科学史、神戸大学名誉教授
- 白峰旬 - 城郭史、別府大学教授
- 五島綾子 - 薬学、パピルス賞、静岡県立大学教授
- 安藤万寿男 - 地理学、愛知大学名誉教授、元愛知大学中部地方産業研究所長
- 森本三男 - 経営学、青山学院大学名誉教授、藍綬褒章
- 原覚天 - アジア経済、関東学院大学名誉教授、日経・経済図書文化賞
- 山口勝 - NHKアナウンサー
- 巴一作 - 医学、存命人物のうち日本男性最高齢の人物